# Maria Perego
Maria Perego (Venezia, 8 dicembre 1923 – Milano, 7 novembre 2019) è stata un'autrice televisiva italiana, artista dell'animazione, creatrice nel 1959, assieme all'autore e regista Guido Stagnaro e al marito Federico Caldura, del personaggio di Topo Gigio.

## Biografia
Nacque a Venezia nel 1923; con la collaborazione del regista e autore televisivo Guido Stagnaro, e del marito Federico Caldura, realizzò Topo Gigio, il celebre pupazzo che ha riscosso notevole successo a livello nazionale ed internazionale. Perego lavorò nella sua Venezia e a Roma nel Teatro di figura e collaborò con la Rai (in particolare con la sede di Milano).
Era tempo di innovazione in Italia, con la televisione e il cinema di animazione; Perego introdusse una nuova tecnica sconosciuta nella penisola, utilizzando pupazzi al posto del disegno, ispirata dal ceco Jiří Trnka (e che seguiva la tradizione italiana del Teatro di marionette).

Maria Perego con il marito Federico Caldura (al centro) e Guido Stagnaro, con Topo Gigio e Rosy, in una foto pubblicata nel febbraio 1962

Negli anni cinquanta creò diversi personaggi dedicati ai giovani. Prima di Topo Gigio, il più famoso di essi era Picchio Cannocchiale, per la quale si era ispirata ad un personaggio già esistente, amatissimo dai bambini: Picchiarello della Universal Pictures.
Le coordinate per realizzare "Topo Gigio" le furono fornite, tramite disegni e precise indicazioni su come dovesse muoversi e atteggiarsi, dal regista e autore televisivo Guido Stagnaro, prendendo come riferimento Topolino. Topo Gigio vide la luce nel 1959, e la sua fortuna fu dovuta ad alcuni programmi trasmessi in prima serata, con la voce dell'attore e doppiatore Peppino Mazzullo. Il topo attrasse non solo bambini (per la sua piccolezza e per la sua natura infantile), ma anche un pubblico adulto. Alla fine degli anni cinquanta Topo Gigio fu ospite in programmi con indice di ascolto altissimo, come Canzonissima (accanto ai presentatori Nino Manfredi e Delia Scala). Ebbe un successo incredibile anche nella vendita di pupazzi di peluche. 
Una delle tante particolarità di questo personaggio è la rappresentazione della realtà come della finzione, perché, pur essendo un personaggio di fantasia, affronta anche problemi reali, che fanno parte della vita di ciascuno, come voluto intenzionalmente dalla creatrice. La sua fama divenne poi internazionale, figurando come ospite in programmi televisivi di tutto il mondo, compreso l'Ed Sullivan Show. Nel 1974 Topo Gigio fu addirittura co-conduttore di Canzonissima, affiancato da Raffaella Carrà e Cochi e Renato: esso duettò con cantanti famosi (come Louis Armstrong e Frank Sinatra). 
Decisa a difendere la propria autonomia creativa, Maria Perego si costruì nel tempo una fama di donna e di professionista "di ferro", anche in ragione delle sue relazioni non sempre facili con la Rai.
Nel 1969 le mani della Perego comparvero in un corto artistico presente in Dillinger è morto del regista e amico Marco Ferreri.
Fu pure autrice di un brano musicato e interpretato nel 1979 da Memo Remigi e Topo Gigio: Che tipo di topo.
È morta a Milano il 7 novembre 2019, all'età di 95 anni. Riposa nel cimitero di Calalzo di Cadore.
Il 2 novembre 2020 il suo nome è stato iscritto al Famedio di Milano, onorificenza riservata alle personalità illustri e benemerite che si sono distinte nella città di Milano.

## Programmi televisivi Rai
- Stella stellina, fiaba di Luciano Folgore, burattini all'italiana di Maria Perego, regia di Vittorio Brignole, trasmessa il 12 marzo 1955.

## Opere
- Maria Perego, Io e Topo Gigio, Venezia, Marsilio, 2015.[5]

## Riconoscimenti
- "Sirena d'Oro", Premio attribuito annualmente dal Festival Internazionale dei Burattini e delle Figure. Cervia – 1991
- L'Assemblea Nazionale dell'UNIMA Italia elegge Maria Perego e Topo Gigio soci onorari dell'Union Internationale de la Marionnette. Topo Gigio è il primo burattino al mondo ad essere socio di una associazione di burattinai. (19 marzo 2016)